# Lavinia

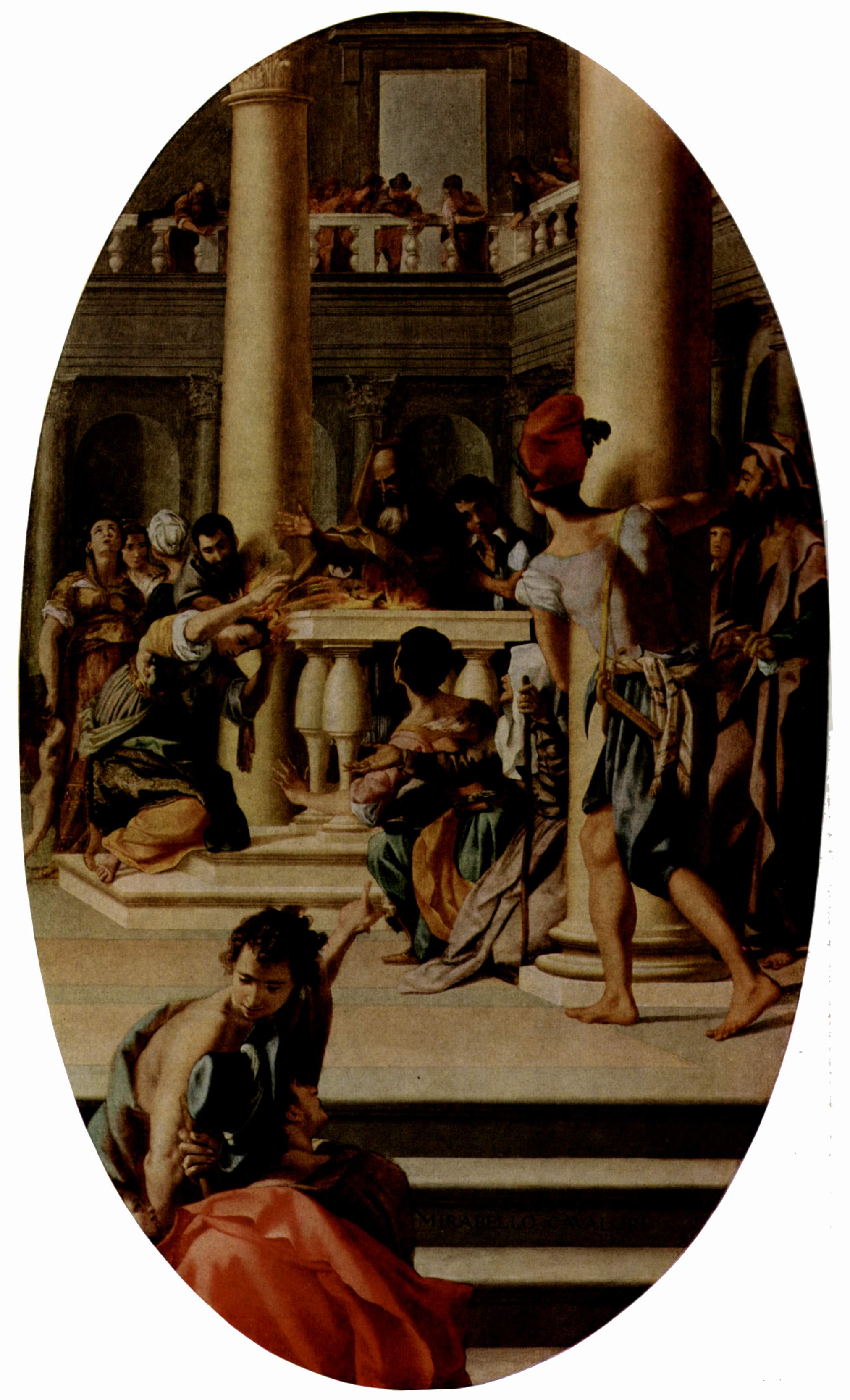
Lavinia la altar de Mirabello Cavalori

În mitologia romană, Lavinia a fost fiica lui Latinus si Amata.
Latinus, înțeleptul rege al latinilor, a găzduit armata exilată a lui Aeneas din Troia și le-a permis acestora să-și reorganizeze viața în Latium. Fiica sa, Lavinia, a fost promisă lui Turnus, rege al rutulilor, dar Latinus a preferat să o ofere lui Aeneas; în consecință, Turnus a declarat război lui Aeneas (îndemnat de Iuno). Turnus a fost ucis, iar oamenii lui capturați. După Livy, Aeneas a fost victorios dar Latinus a fost ucis în război. Ascanius, numit și Iulus, fiul lui Aeneas, a întemeiat Alba Longa și a fost primul dintr-o lungă serie de regi și strămoș al castei patriciene.
Aeneas și Lavinia au avut un fiu, Silvius. Aeneas a dat numele orașului Lavinium după ea.